# (31588) Harrypaul
(31588) Harrypaul est un astéroïde de la ceinture principale.

## Description
(31588) Harrypaul est un astéroïde de la ceinture principale. Il fut découvert le 19 mars 1999 à Socorro (Nouveau-Mexique) par le projet LINEAR. Il présente une orbite caractérisée par un demi-grand axe de 2,79 UA, une excentricité de 0,04 et une inclinaison de 5,3° par rapport à l'écliptique.

## Compléments